# فيونا جوبلمان
فيونا جوبلمان (بالإنجليزية: Fiona Gubelmann)‏ هي ممثلة أمريكية، ولدت في 30 مارس 1980 بسانتا مونيكا في الولايات المتحدة.

## أعمال

### أفلام
- (2004) شيطان أزرق
- (2006) موظف الشهر
- (2007) شفرات المجد[5]

### مسلسلات
- اسمي إيرل
- الفتاة الجديدة
- جوي
- رجال ماد
- عقول إجرامية
- كاسل
- ويلفريد
- الطبيب الجيد

## وصلات خارجية
- فيونا جوبلمان على موقع IMDb (الإنجليزية)
- فيونا جوبلمان على موقع روتن توميتوز (الإنجليزية)
- فيونا جوبلمان على موقع ألو سيني (الفرنسية)
- فيونا جوبلمان على موقع أول موفي (الإنجليزية)
- فيونا جوبلمان على موقع قاعدة بيانات الفيلم (الإنجليزية)
- فيونا جوبلمان على موقع كينوبويسك (الروسية)